# John Doe – A múlt nélküli ember
A John Doe – A múlt nélküli ember (eredeti cím: John Doe) 2002-ben bemutatott amerikai televíziós sorozat, amit Brandon Camp és Mike Thompson készített. A történet egy emlékek nélküli férfiról szól, aki a John Doe név alatt próbálja kideríteni a múltját Seattleben, miközben a helyi rendőrség munkáját is segíti. A címszereplőt Dominic Purcell alakította, mellette a főbb szerepekben John Marshall Jones, Jayne Brook, William Forsythe és Sprague Grayden láthatók.
A sorozatot az Amerikai Egyesült Államokban a Fox adta 2002. szeptember 20. és 2003. április 25. között. Magyarországon először az RTL Klub mutatta be 2005. május 21-én, később a Cool TV is műsorra tűzte.

## Cselekmény
|  | Alább a cselekmény részletei következnek! |

John Doe nem emlékszik a múltjára. A seattle-i rendőrségnek segít a nyomozásban, miközben saját életének rejtélyét próbálja megfejteni.

## Szinkronhangok
| Szerep         | Színész             | Magyar hang     |
| -------------- | ------------------- | --------------- |
| John Doe       | Dominic Purcell     | Selmeczi Roland |
| Jamie Avery    | Jayne Brook         | Orosz Helga     |
| Frank Hayes    | John Marshall Jones | Háda János      |
| Karen Kawalski | Sprague Grayden     | Szénási Kata    |
| Digger         | William Forsythe    | Barbinek Péter  |

## Epizódok
| #   | Cím                                            | Rendező               | Író                                                                         | Premier                                | Gyártási szám |
| --- | ---------------------------------------------- | --------------------- | --------------------------------------------------------------------------- | -------------------------------------- | ------------- |
| 1.  | Neve: senki (Pilot)                            | Mimi Leder            | Brandon Camp, Mike Thompson                                                 | 2002. szeptember 20. 2005. május 21.   | 10-02-179     |
| 2.  | Vérvonalak (Blood Lines)                       | Mimi Leder            | Brandon Camp, Mike Thompson                                                 | 2002. szeptember 27. 2005. május 28.   | 10-02-101     |
| 3.  | A kísérlet (Doe Re: Me)                        | Henry Bronchtein      | Gardner Stern                                                               | 2002. október 4. 2005. június 4.       | 10-02-103     |
| 4.  | A múlt újjáéled (Past Imperfect)               | Bill L. Norton        | Russel Friend, Garrett Lerner                                               | 2002. október 18. 2005. június 11.     | 10-02-102     |
| 5.  | A sorstárs (John Deux)                         | Félix Enríquez Alcalá | Geoffrey Neigher                                                            | 2002. október 25. 2005. június 18.     | 10-02-104     |
| 6.  | Gyémánt hajsza (Low Art)                       | Dwight H. Little      | Gretchen J. Berg, Aaron Harberts                                            | 2002. november 1. 2005. június 25.     | 10-02-105     |
| 7.  | Pokoli fejtörő (Mind Games)                    | Frederick King Keller | Adele Lim, Russel Friend, Garrett Lerner                                    | 2002. november 8. 2005. július 2.      | 10-02-106     |
| 8.  | Az öreg hölgy titka (Idaho)                    | Henry Bronchtein      | Brandon Camp, Mike Thompson                                                 | 2002. november 15. 2005. július 9.     | 10-02-107     |
| 9.  | Halállista (Manifest Destiny)                  | Leslie Libman         | Timothy J. Lea                                                              | 2002. december 6. 2005. július 16.     | 10-02-108     |
| 10. | A gyászoló (The Mourner)                       | Mimi Leder            | Matt Pyken, Michael Berns                                                   | 2002. december 13. 2005. július 23.    | 10-02-109     |
| 11. | A csali (John D.O.A.)                          | Michelle MacLaren     | Matt Pyken, Michael Berns                                                   | 2003. január 10. 2005. július 30.      | 10-02-110     |
| 12. | A DJ halála (Tone Dead)                        | Randall Zisk          | Brandon Camp, Mike Thompson, Gretchen J. Berg, Aaron Harberts               | 2003. január 17. 2005. augusztus 6.    | 10-02-111     |
| 13. | Egy boldog család (Family Man)                 | Bryan Spicer          | Geoffrey Neigher                                                            | 2003. január 31. 2005. augusztus 13.   | 10-02-112     |
| 14. | Porból lettünk, porrá leszünk (Ashes to Ashes) | Mimi Leder            | Matt Pyken, Michael Berns                                                   | 2002. december 13. 2005. augusztus 27. | 10-02-109     |
| 15. | A médium (Psychic Connection)                  | Ian Sander            | Gretchen J. Berg, Aaron Harberts                                            | 2003. március 7. 2005. szeptember 3.   | 10-02-115     |
| 16. | Zűr az űrből (Illegal Alien)                   | Henry Bronchtein      | Russel Friend, Garrett Lerner                                               | 2003. március 14. 2005. szeptember 10. | 10-02-113     |
| 17. | Vesztegzár (Doe or Die)                        | David Straiton        | Russel Friend, Garrett Lerner, Brandon Camp, Mike Thompson                  | 2003. március 21. 2005. szeptember 17. | 10-02-117     |
| 18. | A titokzatos bőrönd (Save As... John Doe)      | Keith Samples         | Gretchen J. Berg, Aaron Harberts, Brandon Camp, Mike Thompson               | 2003. március 28. 2005. szeptember 24. | 10-02-116     |
| 19. | Villámcsapás (Shock to the System)             | Bobby Roth            | David Manson, Gretchen J. Berg, Aaron Harberts, Brandon Camp, Mike Thompson | 2003. április 4. 2005. október 1.      | 10-02-118     |
| 20. | Észvesztő (Remote Control)                     | Paul Shapiro          | Gretchen J. Berg, Aaron Harberts                                            | 2003. április 18. 2005. október 8.     | 10-02-119     |
| 21. | Jelenések (The Rising)                         | Mimi Leder            | Brandon Camp, Mike Thompson                                                 | 2003. április 25. 2005. október 15.    | 10-02-120     |